# Gothia Park Academy
Gothia Park Academy är ett klubbhus och en träningsanläggning som BK Häcken hyr av Gårda Johan Fastighets AB. Den ligger på Hisingen. Anläggningen består av ett klubbhus på 1300 kvadratmeter varav tre fullstora fotbollsplaner, två av dessa med konstgräs och belysning, samt en gräsplan.